# جوزفين مكنيل
جوزفين مكنيل (بالإنجليزية: Josephine McNeill)‏ هي دبلوماسية أيرلندية، ولدت في 31 مارس 1895 في Fermoy ‏ في جمهورية أيرلندا، وتوفيت في 19 نوفمبر 1969 في دبلن في جمهورية أيرلندا.